# Quốc huy Eswatini
Quốc huy Eswatini là một quốc huy mô tả các biểu tượng khác nhau cho văn hóa truyền thống Eswatini. Sư tử đại diện cho Nhà vua và voi đại diện cho Thái hậu. Chúng bảo vệ một tấm khiên Nguni truyền thống đại diện cho "sự bảo vệ". Phía trên tấm khiên là khăn choàng của nhà vua, hay vương miện lông vũ, thường được mặc trong Incwala (lễ hội của mùa gặt). Trên một biểu ngữ bên dưới tấm khiên là khẩu hiệu quốc gia của Eswatini, Siyinqaba, nghĩa là "Chúng tôi là một pháo đài".